# Ruines de Kweneng
Les ruines de Kweneng sont les vestiges d'une capitale tswana précoloniale occupée entre les XIVe et XIXe siècles en Afrique du Sud. Le site est situé à 30 km au sud de la ville actuelle de Johannesburg. La colonisation du site a probablement commencé vers les années 1300 et a connu son apogée au XIVe siècle. Les ruines de Kweneng sont similaires à celles construites par d'autres civilisations anciennes trouvées dans la région de l'Afrique australe au cours de cette période, notamment le royaume Luba, Lunda, Mutapa, Bokoni et bien d'autres, car ces groupes partagent une ascendance. Kweneng est la plus grande des nombreuses colonies de taille considérable habitées par des locuteurs tswana avant l'arrivée des Européens. Plusieurs complexes familiaux circulaires entourés de murs en pierre sont répartis sur une zone de 10 km de long et 2 km de large. Il est probable que Kweneng' ait été abandonné dans les années 1820 pendant la période de guerres civiles liées à l'expansion coloniale connue sous le nom de Mfecane ou Difaqane, conduisant à la dispersion de ses habitants.

## Histoire et société
Les Sotho-Tswana, un groupe de locuteurs bantous qui vivent encore au Lesotho, au Botswana et en Afrique du Sud, occupent de vastes colonies densément peuplées qui impressionnent les premiers Européens qui les visitent. Ces explorateurs utilisent des termes tels que « villes » et « métropole » pour les décrire,. La colonisation du site persiste jusqu'au XVIIe siècle, après quoi Kweneng devient une ville. La phase classique de peuplement se situe entre 1750 et 1825. 
La traite des esclaves dans la baie de Delagoa et l'expansion coloniale dans le sud et l'est conduisent probablement à l'abandon de Kweneng et d'autres capitales sotho-tswana. Les archéologues ont découvert des maisons détruites par le feu avec des objets de valeur tels que des armes et des perles laissés sur place, suggérant un abandon précipité. Les premiers Européens sont arrivés à Kweneng' en 1836, au moins 10 ans après l'abandon du site. Le site aurait déjà été envahi par des buissons et des fourrés. Pour cette raison, son ampleur n’a pas été appréciée et elle n’a été documentée que récemment.
Kweneng contenait trois groupes architecturaux principaux. On estime que le groupe de murs d'enceinte le plus à l'ouest est le site d'origine de Kweneng. C'est le plus grand des trois sites. Le groupe de murs clos le plus à l'est semble être la première section ajoutée au Kweneng' d'origine puisqu'il semble avoir abrité le deuxième plus grand nombre de personnes. Le groupe du nord semble être l'ajout le plus récent à Kweneng' puisqu'il est le plus petit. En raison de la croissance démographique de Kweneng, les deuxième et troisième groupes de Kweneng ont été construits.

## Archéologie
Des photographies aériennes prises par le gouvernement sud-africain dans les années 1960 dévoilent des ruines. Des études récentes menées par des archéologues utilisent des photographies aériennes, des images de Google Earth et des images LIDAR (Light amplification and Ranging) pour documenter le site, révélant ainsi sa véritable échelle. 
Les ruines de la ville comprennent des centaines de maisons, un vaste lieu de réunion, plusieurs enceintes entourées de murs de pierre et une place de marché. Il existe des preuves d’un commerce à longue distance jusqu’en Afrique centrale et australe. Entre 800 et 900 composés sont découverts à Kweneng', ce qui conduit à une population estimée entre 5 000 et 10 000 personnes au plus fort de l'habitation au début du XIXe siècle. Les habitants semblent avoir accordé une grande valeur au bétail puisque deux grands enclos pouvant contenir près de 1000 bovins sont présents sur le site. Des couloirs entourés de murs en pierre pour guider le bétail sont également présents. 
Les fouilles révèlent également des maisons pour les civils, des clôtures pour le bétail et une barrière protectrice autour de la ville. On a supposé que les toits des maisons sont faits d'autre chose que de la pierre, comme du bois ou du chaume, car les toits n'étaient pas présents dans les ruines. Des tours en pierre, servant de silos de stockages sont également identifiés.